# Paweł Olkowski
Paweł Olkowski (n. 13 februarie 1990) este un fotbalist polonez care a jucat ultima oară pe postul de fundaș dreapta pentru clubul englez Bolton Wanderers și echipa națională a Poloniei. A mai jucat pentru naționalele de tineret ale Poloniei U-19 și U-21.

## Cariera pe echipe
Născut la Ozimek, Olkowski și-a început cariera la Gwarek Zabrze. În iulie 2010, a fost împrumutat la GKS Katowice pe o perioadă de un an.
În iulie 2011, a semnat cu Górnik Zabrze un contract pe trei ani, jucând pentru această echipă 88 de meciuri, în care a marcat trei goluri.
La 1 iulie 2014, Olkowski a ajuns la clubul german 1. FC Köln din postura de jucător liber de contract.
Pe 10 iulie 2018 a semnat un contract pe doi ani cu echipa Bolton Wanderers, din cel de-al doilea eșalon englez. El și-a făcut debutul la Bolton la 4 august 2018, când a început ca titular în victoria lui Wanderers cu 2-1 împotriva lui West Bromwich Albion la The Hawthorns. De asemenea, a jucat în meciul încheiat la egalitate, scor 2-2 împotriva lui Bristol City, meci în care a dat o pasă de gol.

## Cariera la națională
Olkowski a reprezentat Polonia la categoriile de vârstă sub 19 ani și sub 21 de ani.
Pe 15 noiembrie 2013 a debutat la naționala mare a Poloniei într-un meci amical, fiind titular într-o înfrângere cu -2 împotriva Slovaciei.